# Havneløbet
Havneløbet er et udtryk for den del af Øresund der løber igennem København – Fra Trekronerfortet i nord til Sjællandsbroen i syd. Havneløbet adskiller Amagerkvarterene fra de sjællandske kvarterer og Slotsholmen. 
Der går 6 broer over havneløbet:
- Inderhavnsbroen (Mellem Nyhavn og Nordatlantens Brygge, cykel og gangbro)
- Knippelsbro (Mellem Slotsholmen og Christianshavn)
- Lille Langebro (Cykel og gangbro mellem Vester Voldgade og Langebrogade)
- Langebro (Mellem Vesterbro og Islands Brygge)
- Bryggebroen (Cykelbro mellem Vesterbro og Islands Brygge)
- Sjællandsbroen (Mellem Sydhavnen og Amager Fælled)

55°40′3.93″N 12°34′31.12″Ø / 55.6677583°N 12.5753111°Ø